# Krisztián Grecsó

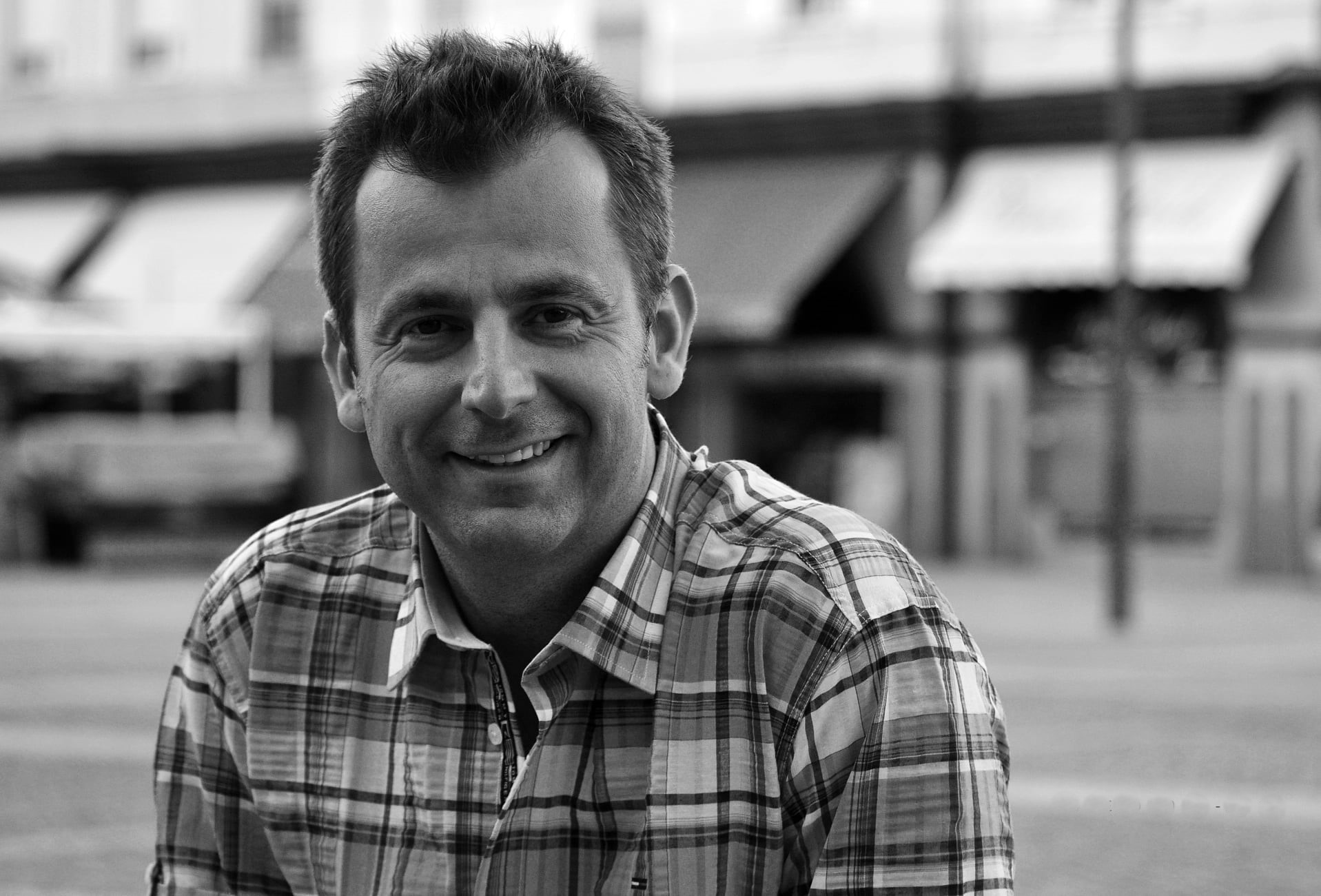
Krisztián Grecsó

Krisztián Grecsó [ˈkristiaːn ˈɡrɛʧoː] (* 1976 in Szegvár, Komitat Csongrád-Csanád) ist ein ungarischer Schriftsteller. 

## Leben
Grecsó lebt heute in Budapest. Er studierte an der Universität Szeged Hungarologie und arbeitet als freier Schriftsteller und Redakteur der Literaturzeitschrift Bárka in Békéscsaba und schreibt regelmäßig für die literarische Wochenzeitung Élet és Irodalom. 
Er gehört wie András Cserna-Szabó zu den jungen Autoren ungarischer Sprache, die sich dem Erzählen von ländlichen Alltagsgeschichten in humoristisch-absurdem Stil verschrieben haben.

## Werke
- Vízjelek a honvágyról (Wasserzeichen vom Heimweh). Gedichte. Békéscsaba: Tevan 1996.
- Angyalkacsinálás (Engelmachen). Gedichte. Budapest: JAK-füzetek 1999.
- Caspar Hauser. Gedichte. Békéscsaba: Körös Könyvtár 2001. Bibliophile Ausgabe, war nicht im Handel erhältlich.
- Pletykaanyu (Tratschtante). Kurzgeschichten. Budapest: Jelenkor 2001 und 2002.
- Isten hozott (Gott zum Gruß). Roman. Budapest: Magvető 2005. Deutsch: Lange nicht gesehen. Aus dem Ungarischen von Timea Tankó. Berlin: Claassen 2007. ISBN 9783546004107